# Diiriye Guure
Diiriye Guure (somali: Diiriye Guure; àrab: دريي قوري, Diriyī Qūrī; anglès: 'Deria Gure') (10 d'abril de 1866 - 11 de desembre de 1920), anomenat pels britànics garad (‘rei’), fou un rei i militar nacionalista somali que va instaurar l'Estat dels Dervixos i va mantenir durant vint anys una guerra antiimperialista contra italians i britànics. Diiriye Guure fou un dels primers exemples d'enfrontament entre la noblesa i la xeer o costum tradicional somali.